# 菲利斯·纳吉

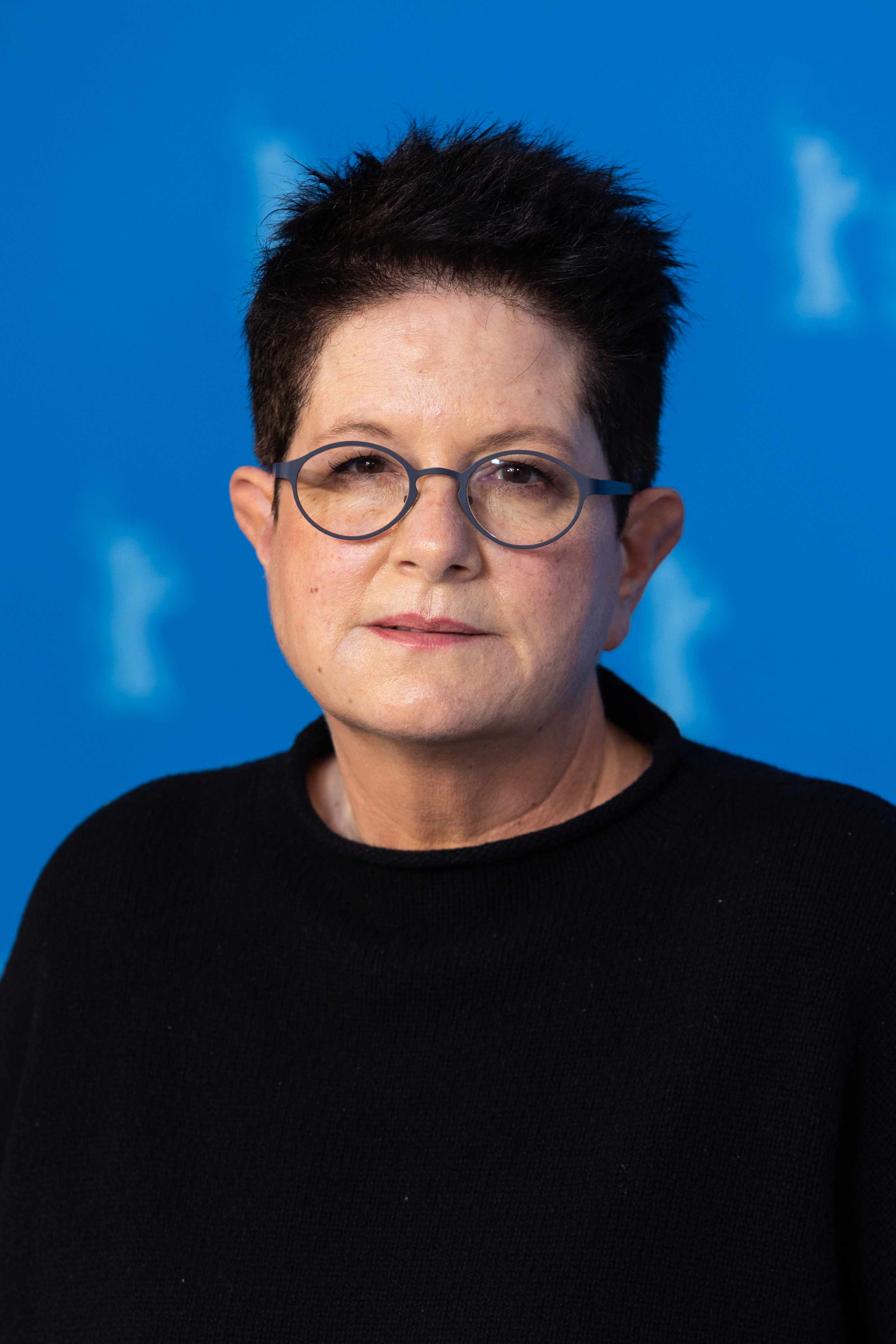
电影导演菲利斯·纳吉在第72届柏林国际电影节上

菲利斯·纳吉（英語：Phyllis Nagy；1962年11月7日—）是美国戏剧和电影导演、编剧、剧作家。纳吉编剧和导演的处女作《哈里斯太太》 被提名黃金時段艾美獎。她以《因為愛你》获得奥斯卡金像奖和美国编剧工会奖的最佳剧本改编奖提名。

## 奖项
纳吉编导的处女作《哈里斯太太》累计获得了12项艾美奖提名、3项金球奖提名和3项美国演员工会奖提名。该电影主角本·金斯利和安妮特·班寧均获得了艾美奖提名奖项。2015年，纳吉以《因為愛你》获得多项奖项和提名，包括纽约影评人协会奖最佳剧本 、奧斯卡最佳改編劇本獎、獨立精神獎和美国编剧工会奖提名。